# Савчук Юрій Петрович
Ю́рій Петро́вич Савчу́к (нар. 22 вересня 1967, м. Луцьк) — український політик. Народний депутат України.

## Освіта
- 1974-1984 — середньо-освітня школа № 18 м. Луцьк.
- 1999–2004 — Волинський державний університет ім. Л. Українки, отримав повну вищу освіту за напрямком фізичне виховання та спорт.

## Трудова діяльність
- Жовтень 1996 — квітень 1999 — інспектор по кадрам в ТзОВ «СВ Експрес».
- Лютий — серпень 2007 — директор з матеріально-технічного постачання в ПП «Інтертрейд».
- Грудень 2008 — січень 2012 — асистент кафедри спортивних ігор у Волинському державному університеті ім. Л. Українки.
- З січня 2012 — віце-президент футбольного клубу «Волинь».

З 26 січня 2001 р. президент Федерації боксу Волинської області.
З 15 листопада 2007 р. голова правління Федерації хокею Волинської області.

## Парламентська діяльність
З 12 грудня 2012 — народний депутат України 7-го скликання від політичної партії «УДАР (Український демократичний альянс за реформи) Віталія Кличка», № 27 в списку. Голова підкомітету з питань боротьби з тероризмом Комітету Верховної Ради України з питань боротьби з організованою злочинністю і корупцією.

## Скандали
У січні 2017 року у Львові під час отримання хабаря у 140 тисяч гривень було затримано Петра Яремчука, помічника Юрія Савчука.

## Родина
Дружина Неля Олександрівна (1968). Є дочка Карина (1989) і два сини — Сергій (1995) та Кирило (2008).

## Нагороди
Заслужений тренер України з боксу.